# Sielsowiet Olchowce
Sielsowiet Olchowce (biał. Альхоўскі сельсавет, ros. Ольховский сельсовет) – sielsowiet na Białorusi, w obwodzie brzeskim, w rejonie lachowickim, z siedzibą w Olchowcach.
Według spisu z 2009 sielsowiet Olchowce zamieszkiwało 1721 osób w tym 1615 Białorusinów (93,84%), 54 Rosjan (3,14%), 31 Polaków (1,80%), 12 Ukraińców (0,70%) i 9 osób innych narodowości.

## Miejscowości
- agromiasteczko:
  - Horodyszcze Małe
- wsie:
  - Horodyszcze Wielkie
  - Hościłowicze
  - Hukowo
  - Krzywe Sioło
  - Litewka
  - Marynowo
  - Olchowce
  - Pietuchowszczyzna
  - Podjazowle
  - Wodziacin
  - Wólka
  - Zadworze
  - Zawinie